# 海になりたい part.3
「海になりたい part.3」(うみ- ぱーとすりー)はBase Ball Bearの2022年から2023年にかけてリリースされた配信限定シングル。また、カップリング曲を変更したうえで、それぞれ2022年にライブ会場で、2023年に所属レコード会社･ビクターエンタテインメントのオンラインストア限定で受注生産販売されたCDシングルの総称。

## 解説
結成20周年記念で2022年11月10日に行われた日本武道館公演『Base Ball Bear 20th Anniversary 「(This Is The) Base Ball Bear part.3」』に向けてリリースされた新曲。
2022年10月12日に配信でリリースされ、その後日本武道館公演会場限定で、高校生時代(2002年ごろ)に制作された楽曲「チェンジアップ」をカップリング曲にした2曲入りシングルCDを発売。
2023年1月20日にはビクターオンラインストア受注限定でカップリング曲を同じく高校生時代に制作された「SEVENTEEN」に変更したCDを発売。
受注限定盤には2021年11月11日に中野サンプラザで行った『Base Ball Bear TOUR 「DIARY KEY」』東京公演と2022年5月15日に日比谷野外大音楽堂で行った『日比谷ノンフィクションⅨ』の模様をともにアンコールまで全曲収録。セットリストは「_touch」「生活PRISM feat. valknee」以外一切被りがない。
2023年1月30日付のオリコン週間シングルランキングで2,445枚を売り上げ、初登場7位になった。
2023年2月1日、VOS受注生産限定盤のCD収録曲のみ音楽ダウンロードサイト、ストリーミングサービスにて配信開始される。
これにより当初カップリング曲の「チェンジアップ」「SEVENTEEN」のどちらもがストリーミングサービス等で聴けない状況だったが、「チェンジアップ」のみがストリーミングサービス等では聴けず、武道館限定盤でのみ聴くことができる状況となった。

## 収録内容
2022年10月･先行配信シングル
| 全作詞・作曲: 小出祐介。 |                         |          |            |
| #                        | タイトル                | 作詞     | 作曲・編曲 |
| 1.                       | 「海になりたい part.3」 | 小出祐介 | 小出祐介   |

武道館公演会場限定盤
| 全作詞・作曲: 小出祐介。 |                         |          |            |
| #                        | タイトル                | 作詞     | 作曲・編曲 |
| 1.                       | 「海になりたい part.3」 | 小出祐介 | 小出祐介   |
| 2.                       | 「チェンジアップ」      | 小出祐介 | 小出祐介   |

VOS受注生産限定盤･2023年2月配信版
| 全作詞・作曲: 小出祐介。 |                         |          |            |
| #                        | タイトル                | 作詞     | 作曲・編曲 |
| 1.                       | 「海になりたい part.3」 | 小出祐介 | 小出祐介   |
| 2.                       | 「SEVENTEEN」           | 小出祐介 | 小出祐介   |

＊は『武道館限定盤』にのみ収録（=サブスク未解禁）。☆は『VOS限定盤』『2023年2月配信版』にのみ収録。
1. 海になりたい part.3
  - MVが公開されている。監督は室谷惠。
  - 「海になりたい」（『HIGH COLOR TIMES』収録）、「海になりたい part.2」（『(WHAT IS THE)LOVE & POP?』収録）と同タイトルで、「part.3」と表記されているが、歌詞のストーリーはこの2曲とはまったく別物である。
  - 小出曰く”『BAND GIRL'S SPIRAL DAY'S』の「男の子版」を制作しようとしてできた曲”であり、歌詞の執筆開始当時の仮タイトルが『BAND BOYS OVERDRIVE BUNGAKU DAYS』であった[1]。
2. チェンジアップ＊
  - Base Ball Bearのメンバーが学生時代に制作した楽曲。原典は2002年9月リリース。CD化にあたり、2022年再録バージョンで収録。
3. SEVENTEEN☆
  - 『チェンジアップ』同様、学生時代に制作された楽曲。CD化にあたり、2022年再録バージョンにて収録。
  - 『17才』と本曲には関連性はない。

## Base Ball Bear TOUR 「DIARY KEY」
1. DIARY KEY
2. プールサイダー
3. 動くベロ
4. GIRL FRIEND
5. A HAPPY NEW YEAR
6. 17才
7. ポラリス
8. LOVE MATHEMATICS
9. 悪い夏
10. _touch
11. 新呼吸
12. 生活PRISM feat. valknee
13. ドラマチック
14. 海へ
15. ドライブ
アンコール
16. My Way (SUPERCAR cover)
17. 夕方ジェネレーション
18. 祭りのあと

## 日比谷ノンフィクションⅨ
1. BREEEEZE GIRL
2. いまは僕の目を見て
3. そんなに好きじゃなかった
4. 文化祭の夜
5. (LIKE A)TRANSFER GIRL
6. Transfer Girl
7. Cross Words
8. _touch
9. SIMAITAI
10. 初恋
11. 恋する感覚 feat. 花澤香菜
12. 生活PRISM feat. valknee
13. 歌ってるんだBaby. feat. Ryohu
14. クチビル・ディテクティヴ feat. 橋本絵莉子, Ryohu
15. Tabibito In The Dark
16. レモンスカッシュ感覚
アンコール
17. Stairway Generation
18. PERFECT BLUE